# Who Came First
Who Came First ist ein Soloalbum von Pete Townshend und wurde im Oktober 1972 von Track Records veröffentlicht. Es wurde von Pete Townshend in seinen Eel Pie Studios in London aufgenommen und produziert. Abgemischt wurde es in den Olympic Studios in London.

## Titelliste
1. Pure and Easy (Pete Townshend)
2. Evolution (Ronnie Lane)
3. Forever’s No Time at All (Billy Nicholls)
4. Nothing Is Everything (Let’s See Action) (Pete Townshend)
5. Time Is Passing (Pete Townshend)
6. A Heartache Following Me (Ray Baker)
7. Sheraton Gibson (Pete Townshend)
8. Content (Maud Kennedy/Pete Townshend)
9. Parvardigar (Pete Townshend)

In der ersten Auflage des Albums war ein Poster von Mike McInnerney beigelegt. Die Stücke Pure and Easy und Nothing Is Everything (Let’s See Action) waren Bestandteile des Albumprojektes Lifehouse.